# Bonapartenykus
Bonapartenykus é um gênero de dinossauro da família Alvarezsauridae. Ah uma única espécie descrita para o gênero Bonapartenykus ultimus. Seus restos fósseis foram encontrados na Patagônia argentina, e datam do Cretáceo Superior (Campaniano/Maastrichtiano).